# Бахр-Ессалам-Південь
Бахр-Ессалам-Південь — офшорне газоконденсатне родовище в лівійському секторі Середземного моря (колишня ліцензійна ділянка NC41).

## Характеристика
В 2015 році компанія Eni пробурила за 82 км від узбережжя західної Лівії та за 22 км на південь від гігантського газонафтового родовища Бахр-Ессалам розвідувальну свердловину B1-16/4. Закладена в районі з глибиною моря 150 метрів, свердловина перетнула газоконденсатний поклад у карбонатах еоценової формації Metlaoui, показавши на тестуванні результат 0,8 млн м3 газу та 600 барелів конденсату на добу. За розрахунками, дебіт свердловини у продуктивній конфігурації має становити 1,4 млн м3 газу та 1000 барелів конденсату на добу.
Полегшити розробку родовища має наявність поблизу розвиненої інфраструктури проекту Бахр-Ессалам.